# Calamotropha tripartitus
Calamotropha tripartitus là một loài bướm đêm trong họ Crambidae.